# Balombo
Balombo – miasto w Angoli, w prowincji Benguela.